# Estación Aguas Claras
Aguas Claras es una estación ferroviaria chilena, que formó parte del Ramal que comunicaba Putaendo con San Felipe, la cual permitía el traslado de personas y productos agrícolas hasta la Estación San Felipe.